# 하광훈
하광훈(1964년 4월 30일~ )은 대한민국의 작곡가이다. 1985년 그룹 다섯 손가락의 베이스로 음악활동을 시작해 이후 80년대 후반부터 많은 작곡 활동을 해왔다.

## 작곡 활동 음반 및 수록곡
- 변진섭 1집, 2집, 3집
- 변진섭 〈My Only Love〉(유리화 OST)
- 《MBC 드라마 사랑한다 말해줘 OST》
- 장혜리 3집 〈내게 남은 사랑을 드릴께요〉
- 조관우 1집, 2집
- 김민우 1집, 2집
- 김돈규 〈집에 가지마〉, 〈사랑할 수 있도록〉
- 유익종 〈이연〉
- 최진영 1집 〈너를 잊겠다는 생각은〉
- 남궁옥분 〈세월 사랑〉
- 이루 3집
- 이승철 2집
- 조청원 1집
- 강수지 1집 〈이별이 가져온것〉, 〈세상 사람들〉
- 강수지 3집
- 김완선 4집
- 김종찬 1집, 2집, 3집
- 박주연 1집. 2집
- 김지환 1집
- 최성수 9.5집 〈사랑 사랑 사랑〉
- 전유나 1집 〈사진속의 그대는
- 하광훈 모음집 1집 《Nude City》
- 김범수 1집 〈사랑이 떠나가네〉, 〈약속〉,〈더 늦기전에〉
- 컴필레이션 음반 《사랑으로 가는 길》
- 이미배 7집
- 임형순 2집
- 태진아 5집 〈초연〉

## 수상
- 1990년 영상 음반대상 SKC 작곡상
- 1990년 뮤직박스 가요대상 작곡부문 / 편곡부문